# Conolophus
Las iguanas terrestres (género Conolophus) son unos de los reptiles endémicos y emblemáticos de las islas Galápagos.
Agrupa tres especies. Son animales estrechamente emparentados con las iguanas del Caribe.

## Descripción
Llegan a medir 110 cm. Son ovíparas, las hembras ponen entre 3 y 12 huevos. Son herbívoras, se alimentan de cactus endémicos, hojas de arbustos y ocasionalmente de flores.

## Comercio ilegal mundial
En el mundo, el comercio de iguanas de Galápagos está regulado por CITES (Convención sobre el Comercio Internacional de Especies Amenazadas de Fauna y Flora Silvestres). Se compran y venden con permisos de CITES iguanas declaradas como criadas en cautiverio, a pesar de que son reptiles endémicos de las islas Galápagos y el Ministerio del Ambiente del Ecuador nunca ha autorizado la exportación de parentales o pies de cría.
Desde 1975 (año de vigencia CITES), en el planeta se han comercializado 415 iguanas terrestres (incluyendo 2 iguanas rosadas en peligro de extinción) y 32 iguanas marinas con permisos de CITES. 
Junto con las tortugas gigantes de Galápagos, las iguanas son presa del tráfico ilegal: 
- En el año 2015 un ciudadano mexicano fue sentenciado por intentar sacar 2 iguanas terrestres y 9 marinas.
- En el año 2012 un ciudadano alemán detenido y preso por intentar sacar 4 iguanas terrestres.

En el 2015, el Grupo de Especialistas en Iguanas de la UICN (ISG por sus siglas en inglés) en su reporte  del 2015 señala: 
“En 2011 y 2012, las iguanas terrestres (Conolophus subcristatus) y marinas (Amblyrhynchus cristatus) de Galápagos fueron contrabandeadas desde Ecuador a Suiza a través de Malí. En 2014, la autoridad administrativa CITES de Suiza emitió permisos de exportación para que estas iguanas fueran trasladadas a Uganda. La base de datos de comercio CITES confirma que Ecuador nunca ha declarado la exportación de especímenes vivos de ninguna de estas especies para el comercio, por lo que esta exportación de Suiza efectivamente blanqueó estas especies en el comercio de mascotas. En septiembre de 2015, un ciudadano mexicano fue arrestado en Ecuador por intentar contrabandear iguanas marinas adicionales a Uganda”

## Especies
El género Conolophus contiene tres especies:
- Conolophus pallidus: Solo habita en Santa Fe. Catalogada como especie vulnerable en la lista roja de especies amenazadas de la IUCN.[4]
- Conolophus subcristatus: Catalogada como especie vulnerable en la lista roja de especies amenazadas de la IUCN. Distribuida en las islas isla Isabela, isla Baltra, isla Seymour Norte (introducida desde Baltra), isla Fernandina, isla Plaza Sur, isla Santa Cruz y algunos islotes. Se extinguió de isla Santiago.[5]
- Conolophus marthae: Solo habita en Isabela. Catalogada como Especie en peligro crítico de extinción en la lista roja de especies amenazadas de la IUCN.[1]

## Galería

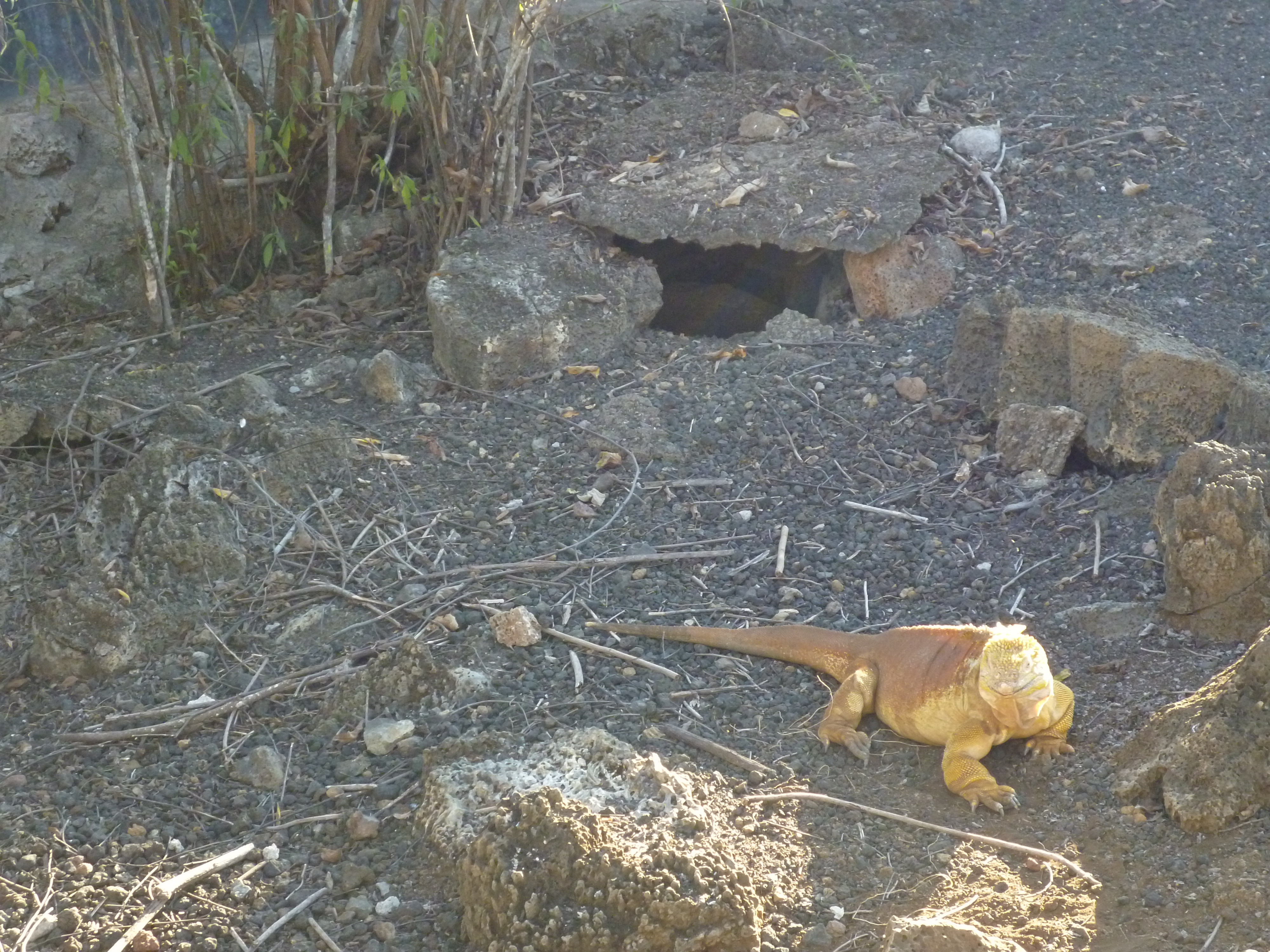
Conolophus por la Estación Científica Charles Darwin, Galápagos.
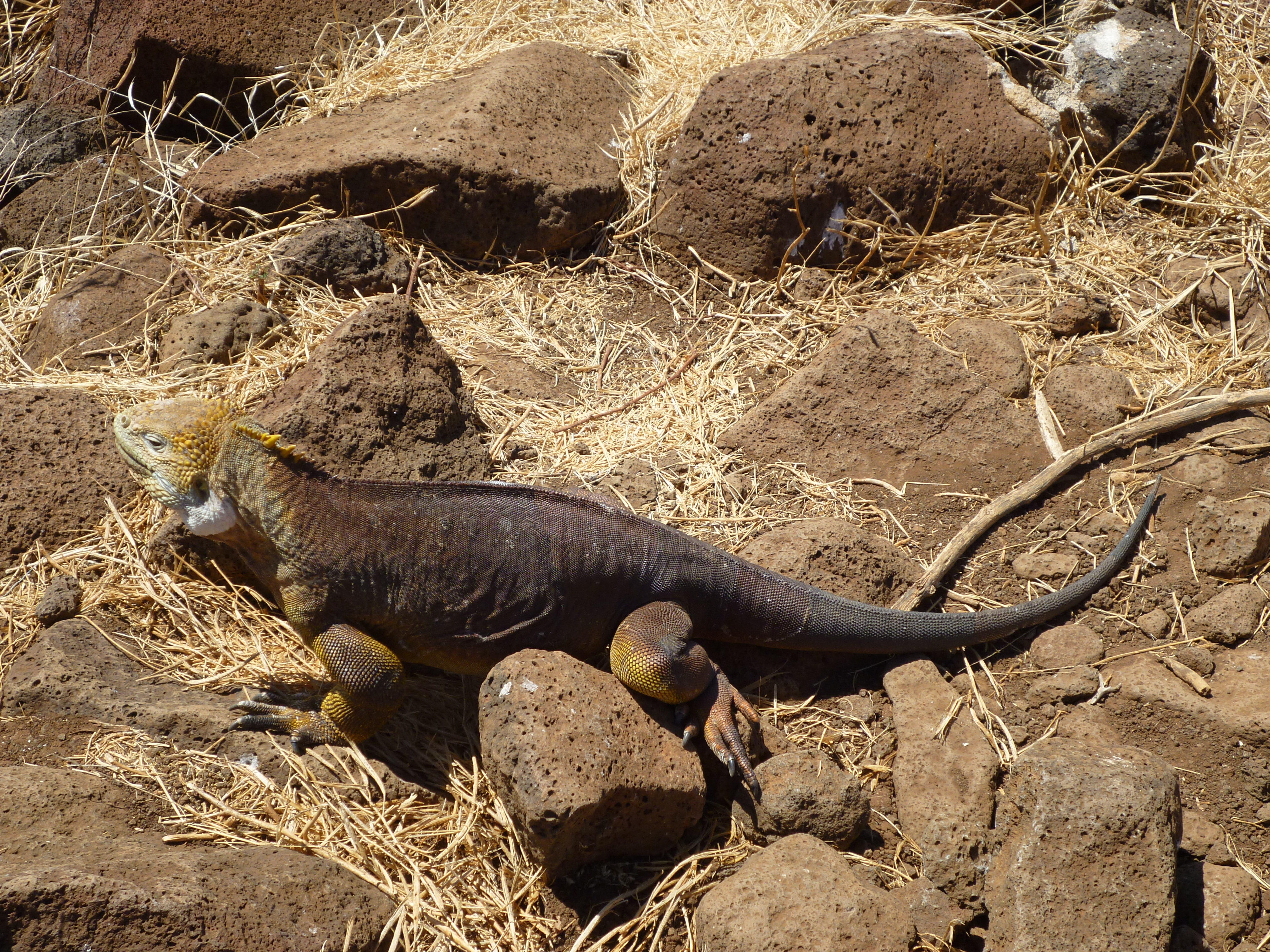
Conolophus en la Isla Seymour Norte, Galápagos.